# بازافروختگی
بازاَفروختگی یا برگشت شعله (به انگلیسی: Backdraft) انفجاری ناگهانی از آتش است که در اثر وارد شدن ناگهانی اکسیژن هوا به محیط بسته‌ای که دارای مواد قابل اشتعال بسیار داغ و بخار شده باشد رخ می‌دهد.
در یک محیط بسته که آتش وجود دارد بعد از مدت زمانی به علت بسته بودن درها و پنجره‌ها اکسیژن مورد نیاز برای سوختن کاهش می‌یابد و در نتیجه ناقص‌سوزی سوخت آغاز می‌شود. حتی ممکن است در اثر کمبود اکسیژن شعله آتش از بین رفته و کندسوزی ادامه پیدا کند، در این شراط مواد نیم‌سوز می‌تواند محیط را به‌طور خطرناکی با بخارات و گازهای اشتعال‌پذیر پر کند و با رسیدن هوای کافی (مثلاً به واسطه باز شدن یک درب)، بخارات و گازهای اشتعال‌پذیرِ داغِ تولید شده از فرایند ناقص‌سوزی، دچار آتش‌سوزی ناگهانی یا حتی انفجار شوند. گاهی یک گوی آتشین از محل ورود هوا به اتاق به بیرون می‌آید و این به ویژه برای مأموران آتش‌نشانی که اتاق‌ها را برای نجات بازماندگان مورد بازرسی قرار می‌دهند بسیار خطرناک است. از این رو باید پیش از ورود به اتاق‌های بسته، آن‌ها را به شکل کنترل شده‌ای تهویه نمود.
شرایط بازافروختگی لحظاتی نفس‌گیر و کشنده را در عملیات آتش‌نشانی به وجود می‌آورد و می‌تواند هر کس را که در آن محدوده باشد به‌طور جدی مجروح کرده و صدمات زیادی به او وارد کند. تهویهٔ صحیح باعث می‌شود تا فشار موجود در داخل آزاد شود و راهی برای خروج گازهای انفجار یا اشتعال‌پذیر به بیرون فراهم شود. ایجاد تهویه زودهنگام کاری هم‌چون «کنترل‌کننده انفجار» انجام می‌دهد و احتمال روبرو شدن با بازافروختگی را کاهش می‌دهد.
امکان بازافروختگی یا انفجار دود در اماکنی که مواد مصنوعی وجود دارد افزایش می‌یابد. از نشانه‌های آغاز بازافروختگی، ترک خوردن شیشه‌ها و به‌وجود آمدن دود غلیظ قهوه‌ای رنگ است. هنگامی که هیچ بازشویی باز نیست، دود شیشه‌ها را پوشانیده و سیاه کرده‌است و دود ساطع شده تحت فشار از شکاف‌ها خارج می‌شود، و در عین حال گرمای حریق حس می‌شود باید انتظار انفجار و برگشت شعله را داشت.
پدیده بازافروختگی در فیلم بازافروختگی ساخته ۱۹۹۱. م نشان داده و باعث آشنایی عمومی با این پدیده شد.